# Флаг сельского поселения Стремиловское
Флаг муниципального образования сельское поселение Стреми́ловское Чеховского района Московской области Российской Федерации — опознавательно-правовой знак, служащий официальным символом муниципального образования.
Флаг утверждён 26 марта 2008 года и внесён в Государственный геральдический регистр Российской Федерации с присвоением регистрационного номера 3985.
Флаг муниципального образования сельское поселение Стремиловское составлен на основании герба сельского поселения Стремиловское по правилам и соответствующим традициям вексиллологии и отражает исторические, культурные, социально-экономические, национальные и иные местные традиции.

## Описание
«Прямоугольное синее полотнище с отношением ширины к длине 2:3, воспроизводящее фигуры герба поселения в белом, красном, жёлтом и зелёном цветах».
Геральдическое описание герба гласит: «В лазоревом (синем, голубом) поле — червлёное (красное) вписанное стропило, обременённое золотой пятилучевой звездой, окаймлённое серебром и заполненное зеленью; поверх всего — пониженно положенные основаниями накрест золотые, о двух головках каждый, колосья».

## Обоснование символики
Стремиловское сельское поселение — одно из мест России, чьё прошлое овеяно неувядающей славой. В ноябре 1941 года в тяжёлое время, когда немецкие войска были на подступах к Москве и уже готовились к решительному штурму на Стремиловском рубеже, произошли ожесточённые бои за деревни Леоново и Тунаево. Неожиданная атака советских войск и завязавшееся многодневное сражение сорвали наступление врага на Подольск и спутали противнику все планы. Натиск немецких войск сдерживали бойцы Лопасненского батальона народного ополчения, 17-й стрелковой дивизии и 26-й танковой дивизии.
Символика почётной геральдической фигуры — стропила, многозначна:
— красное стропило и жёлтая (золотая) звезда символизируют вечную память героям, отдавшим свою жизнь за Отечество, стропило очертаниями напоминает обозначение на картах фортификационных сооружений. Золотая звезда — символ подвига созвучна с высшей наградой страны — звездой героя.
— стропило устремлённое ввысь аллегорически указывает на название поселения — Стремиловское.
Современная жизнь поселения тесно связана с сельскохозяйственным производством, ставшим основой экономики муниципального образования. Зелёный цвет — символ природы, жизненного роста, здоровья и молодости и золотые колосья символизируют плодородные земли поселения.
Синий и зелёный цвета, составляющие основу полотнища, композиционно перекликаются с цветами флага Чеховского района и тем самым, символизируют общность территории и истории двух муниципальных образований.
Четыре колоса указывают на четыре крупнейшие сельскохозяйственные предприятия поселения, составляющие основу экономики муниципального образования.
Жёлтый цвет (золото) — символ урожая, богатства, стабильности, солнечного света и тепла.
Белый цвет (серебро) — символ чистоты, совершенства, мира и взаимопонимания.